# Pseudosasa japonica
Pseudosasa japonica là một loài thực vật có hoa trong họ Hòa thảo. Loài này được (Steud.) Makino miêu tả khoa học đầu tiên năm 1920.

## Hình ảnh

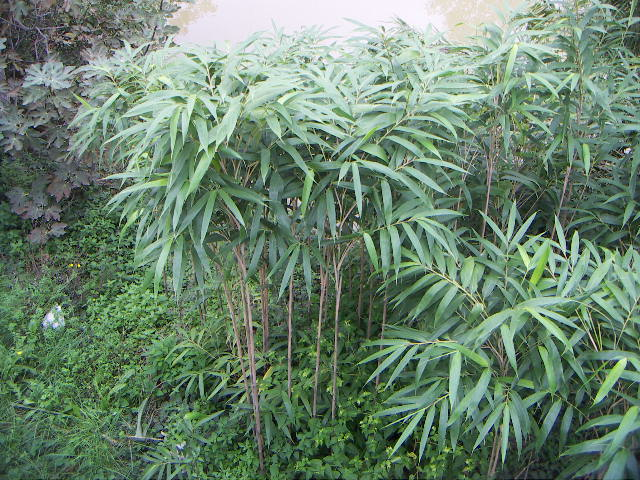
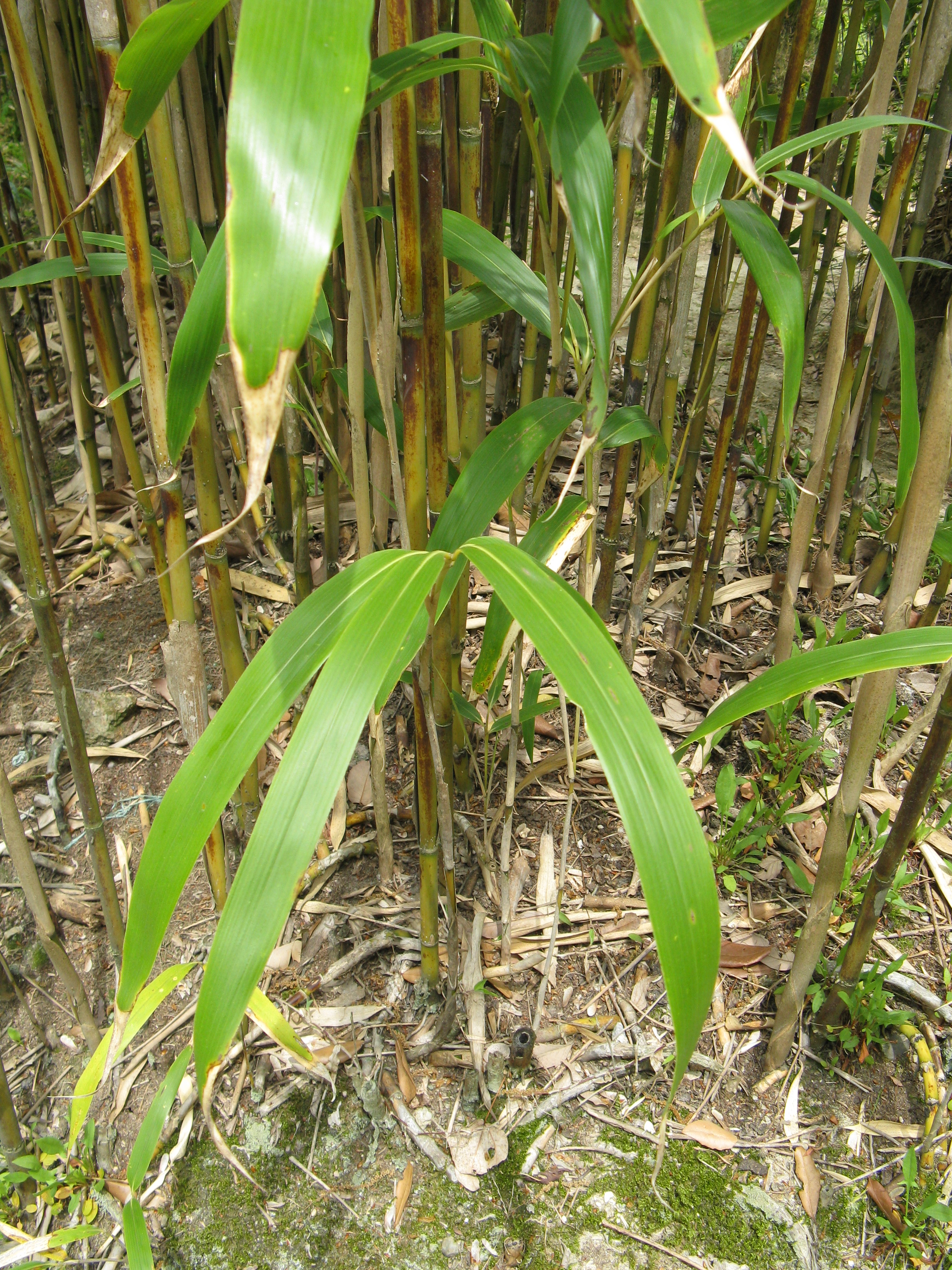
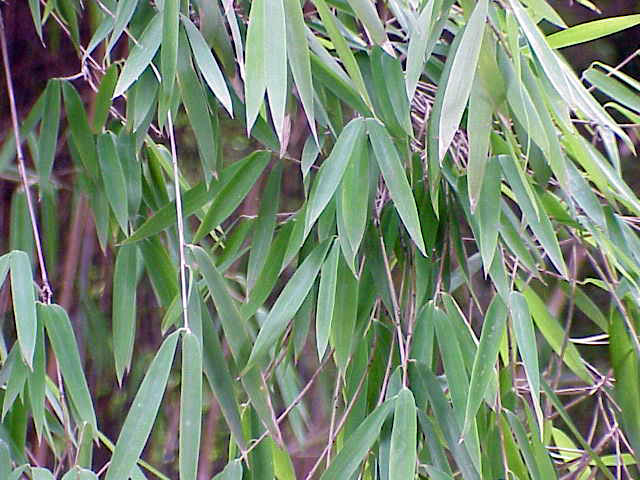
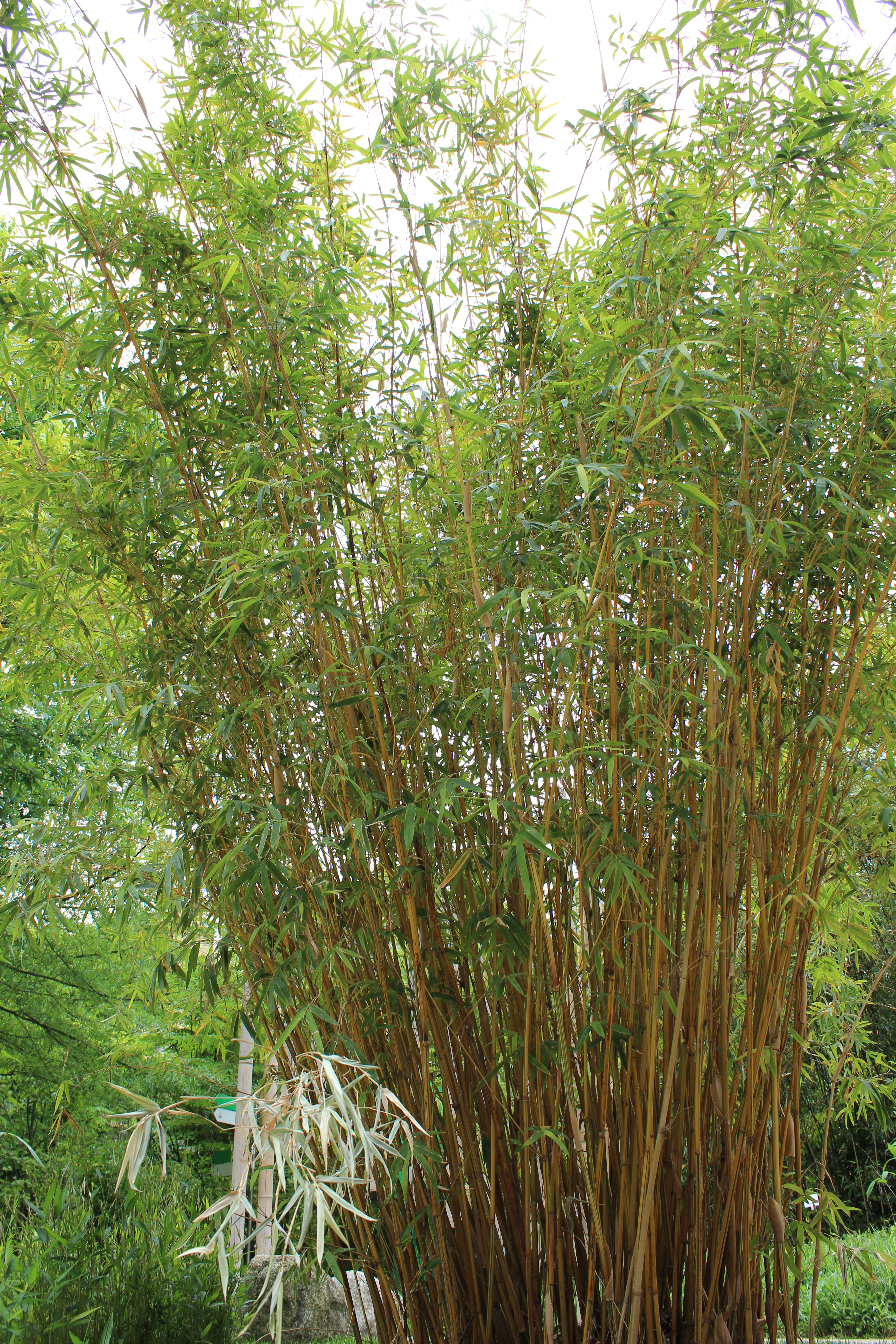